# Derk Noordhuis
Derk Noordhuis (ur. 24 kwietnia 1987 r. w Groningen) – holenderski wioślarz.

## Osiągnięcia
- Mistrzostwa Świata U-23 – Glasgow 2007 – ósemka – 10. miejsce[1].
- Mistrzostwa Świata U-23 – Račice 2009 – czwórka bez sternika – 11. miejsce[1].
- Mistrzostwa Europy – Montemor-o-Velho 2010 – czwórka bez sternika – 8. miejsce[1].